# FesTVal
El FesTVal és el Festival Nacional de Televisió d'Espanya. És el primer festival que es dedica exclusivament a la televisió en tots els seus formats: programes, concursos, magazins, sèries, entre un altre formats. Té la seu a la ciutat de Vitòria i en la seva edició de primavera fins al moment ha tingut lloc a les ciutats de Múrcia, Albacete i Burgos.
El festival està pensat per al gran públic, perquè l'espectador gaudi de la televisió en directe i conegui personalment als seus protagonistes, i el seu objectiu és fer de la primera setmana de setembre una gran festa de la televisió i la ràdio.
S'estrenen les sèries capdavanteres de la temporada - com La casa de papel que va ser estrenada en l'III FesTVal de primavera al març de 2017 (Burgos)- i els nous programes, i hi ha trobades culturals amb destacats professionals dels mitjans, a més d'emissions i actuacions en directe. S'homenatja i es premia als diferents programes i professionals. I tot això, amb la participació de totes les cadenes generalistes (canals nacionals que emeten en obert en la TDT d'Espanya: Canals de televisió a Espanya i canals autonòmics que emeten en obert en la TDT d'Espanya: Canals de televisió a Espanya i amb els diferents artistes d'interès. EiTB, l'ens de ràdio i televisió basc, exerceix el paper d'amfitriona de l'esdeveniment.

## Homenatges
L'organització del FesTVal, en consens amb la família, va decidir posar el nom de Joan Ramon Mainat als premis objecte d'homenatge professional de cada edició.
Mort en 2004, el periodista Joan Ramon Mainat era director creatiu i productor executiu de l'empresa Gestmusic Endemol. Germà del també directiu de Gestmusic Josep Maria Mainat, va néixer a Mataró en 1951 i va cursar estudis de Filosofia i Lletres en la Universitat de Barcelona i de Ciències de la Informació en la Universitat Autònoma de Barcelona. En el seu currículum professional figura el seu pas per periòdics com El Noticiero Universal, El Correo Catalán, Mundo Diario, Tele/eXpres i Catalunya Express. Va ser també director de programes de Ràdio Nacional d'Espanya i de TVE a Catalunya, responsable de programació de Tele-Expo i director creatiu de la productora Backstage. En 1996 es va incorporar a Gestmusic com a Director Creatiu de la companyia.Tant per la seva excel·lent trajectòria professional com per la seva encertada visió televisiva, la seva creativitat i arriscada producció i, per descomptat, per les seves bondats personals, que testifiquen tots els que li van conèixer, l'organització va decidir posar el seu nom als premis d'homenatge que cada any lliura a destacades figures i/o programes del mitjà. El primer Premi Joan Ramon Mainat es va dedicar a la seva memòria, i es va lliurar als seus socis de Gestmusic (Josep Maria Mainat i Toni Cruz) en la persona del seu gran amic Xavier Sardà.

## Premis
Al no tractar-se d'un festival convencional, i com el principal objectiu és donar a conèixer els productes nous o de nova temporada de les cadenes, l'organització ha decidit no portar a concurs les estrenes de programes Prime time de les diferents televisions. No obstant això, sí s'ha organitzat un jurat compost per prestigiosos noms de la crítica i l'anàlisi televisiva que atorga els seus premis als millors programes i/o professionals del mitjà de la cada temporada (de setembre a juny). Els premis es lliuren en el transcurs de la Gala de Clausura, al Teatre Principal de Vitòria.
A més, des de l'edició de 2010 s'ha instaurat el premi EiTB, que distingeix a les noves generacions audiovisuals que destaquen amb els seus treballs a Internet. Als guanyadors en cada categoria se'ls avisa del seu premi al juny, després de la deliberació final del jurat, perquè puguin assistir durant la setmana del Festival i recollir el seu guardó.